# 中川裕 (コイサン語研究者)
中川 裕（なかがわ ひろし、1960年11月 - ）は、日本の言語学者。
東京外国語大学総合国際学研究院（言語文化部門・言語研究系）教授。言語学、音声学、コイサン諸語の研究に従事。

## 略歴
- 1984年3月　東京外国語大学外国語学部ロシヤ語学科卒業
- 1987年3月　東京大学文学部言語学専修課程卒業
- 1989年3月　東京大学大学院人文科学研究科言語学専攻修士課程修了[2]
- 1990年3月　同博士課程中退。
- 1990年4月　東京外国語大学外国語学部助手[1]
- 1994年4月　同講師[1]
- 1998年4月　同助教授[1]
- 2005年4月　同教授[1]
- 2009年4月　大学院総合国際学研究院教授（大学院重点化により所属変更）[1]
- 2023年6月　現職[3]

## 著書・論文

### 共著
- Khoisan Languages and Linguistics, Proceedings of the 4th International Symposium, July 11–13, 2011, Riezlern/Kleinwalsertal. Rüdiger Köppe Verlag. (2017). ISBN 978-3-89645-880-3
- ジェフリー・K.プラム、ウィリアム・A.ラデュサー 著、土田滋、福井玲 訳『世界音声記号辞典』三省堂、2003年。ISBN 9784385107561。
- 田中二郎・佐藤俊・菅原和孝・太田至 編『遊動民:アフリカの原野に生きる "詩化”する動物への呼びかけ』昭和堂、2004年、150-169頁。ISBN 9784812203507。
- 田中二郎 編『“虫”のグイ民俗範疇』京都大学学術出版会〈講座・生態人類学 第１巻 カラハリ狩猟採集民〉、2001年、25-60頁。

### 論文
- 中川裕「コイサン諸語のクリック子音の記述的枠組み(<特集>アフリカ諸語の音声)」『音声研究』第2巻第3号、日本音声学会、1998年、52-62頁、CRID 1390282679764935168、doi:10.24467/onseikenkyu.2.3_52、ISSN 13428675。

### 科学研究費（KAKEN）
研究代表者になっているもの。
- “カラハリ狩猟採集民の持続可能な識字活動の基盤”.  KAKEN. 2023年7月1日閲覧。
- “言語音の多様性の外延の理解拡大：3基軸データによるカラハリ言語帯の音韻類型論”.  KAKEN. 2023年7月1日閲覧。
- “音韻獲得の言語相対論の新展開：クリック子音獲得の事例研究”.  KAKEN. 2023年7月1日閲覧。
- “カラハリ・コエにおける言語と音楽の相互関係：クリックとポリリズム”.  KAKEN. 2023年7月1日閲覧。
- “稀少特徴と言語地域の音韻類型論：コイサン音韻論の貢献”.  KAKEN. 2023年7月1日閲覧。
- “コエ・クワディ語族カラハリ・コエ語派の言語学的ドキュメンテーション”.  KAKEN. 2023年7月1日閲覧。
- “音韻論的言語類型論における新しい分析概念装置「拡張韻」の提案”.  KAKEN. 2023年7月1日閲覧。
- “聴覚音声学と音韻構造の相互関係”.  KAKEN. 2023年7月1日閲覧。
- “コエ語族比較言語学の新展開”.  KAKEN. 2023年7月1日閲覧。
- “グイ語語彙の単言語意味記述に関する基礎的および応用的研究”.  KAKEN. 2023年7月1日閲覧。
- “グイ・ブッシュマンの歌と子守ことばの音韻民族誌”.  KAKEN. 2023年7月1日閲覧。
- “コエ語族の知覚動詞と関連彙における多義性と意味拡張”.  KAKEN. 2023年7月1日閲覧。
- “言語崩壊時における構造変化の動態的研究”.  KAKEN. 2023年7月1日閲覧。
- “コイサン語接触史の再構成-グイ語・コン語事例研究”.  KAKEN. 2023年7月1日閲覧。
- “グイ語子音の音響音声学的研究”.  KAKEN. 2023年7月1日閲覧。
- “グイ語語彙研究における言語資料と写真資料の統合”.  KAKEN. 2023年7月1日閲覧。
- “グイ語辞書編纂のための基礎資料の統合”.  KAKEN. 2023年7月1日閲覧。
- “音声資料の諸側面を一体化したデータベース構築に関する研究”.  KAKEN. 2023年7月1日閲覧。